# Бакозода, Джура
Джура́ Бакозода́ (тадж. Ҷӯра Бақозода) — советский и таджикский учёный-филолог и литературовед, кандидат филологических наук, доцент, член Союза писателей Таджикистана, Заслуженный работник науки Республики Таджикистан.
Родился 22 сентября 1937 года в Самарканде. В 1962 году окончил филологический факультет Самаркандского государственного университета. После окончания учёбы в университете, переехал в Душанбе и продолжил обучение в Душанбинском государственном институте языка и литературы имени Рудаки. С 1965 по 1968 годы учился в аспирантуре Московского литературного института имени А. М. Горького. Позднее работал в Академии наук Таджикистана. В 1978—1985 годах являлся руководителем ежемесячного журнала «Садои Шарк» (Голос Востока), в 1985—1989 годах являлся главным научным редактором Таджикской советской энциклопедии.
С 1989 года и вплоть до своей смерти, работал в Таджикском национальном университете в Душанбе. Скончался 28 апреля 2012 года в Душанбе, в возрасте 74 года.
Является автором множества книг, монографий и статей о таджикской литературе. Наиболее известные книги авторства Бакозода: «Падидаҳои тоза» (1974), «Ҷустуҷӯҳои бадеӣ дар насри муосири тоҷик» (1982), «Нависанда ва идеали замон» (1985), «Андеша ва чеҳраҳои адабӣ» (2005), «Абдулҳамид Самад ва инкишофи ҳикоя» (2007), «Гузашти айём ва таҳаввули адабиёт» (2009).